# Al-Adalah FC
Der al-Adalah Club (arabisch نادي العدالة, DMG Nādī l-ʿAdāla) ist ein saudi-arabischer Sportklub mit Sitz in al-Hulaylah einem Teil der Stadt Hofuf.

## Geschichte
Der Klub wurde im Jahr 1984 gegründet. Der Klub startete so in den Spielbetrieb der viertklassigen dritten Liga und schaffte hier in der Saison 2000/01 die Meisterschaft. Nach der folgenden Spielzeit stieg man aber eigentlich direkt wieder ab. Trotzdem blieb man auch in der Spielzeit 2002/03 weiter der Spielklasse erhalten. Mit 50 Punkten gelang hier dann nach der Runde 2008/09 ein zweiter Platz was für den Aufstieg in die zweitklassige First Division reichte. Bereits nach der Saison 2010/11 stieg man mit 32 Punkten aus dieser jedoch wieder ab. Nach der Spielzeit 2012/13 ging man schließlich sogar wieder bis in die Third Division runter.
In der Spielzeit 2014/15 kehrte der Klub dann wieder in diese dritthöchste Spielklasse zurück. Zudem gelang im Anschluss an die Runde 2015/16 hier mit 42 Punkten noch einmal der Meistertitel und damit die Rückkehr in die First Division. Dort gelang es aber wieder einmal sich nicht zu etablieren und so stieg man mit 36 Punkten direkt knapp wieder ab. Zur Saison 2018/19 kehrte man aber wieder zurück und erreicht in dieser Spielzeit sogar mit 63 Punkten direkt den nächsten Aufstieg. So durfte die Mannschaft erstmals in der Spielzeit 2019/20 in der Professional League spielen. Dort sammelte man jedoch nur 21 Punkten und musste so als Tabellenschlusslicht auch gleich wieder runter. Nach der Spielzeit 2021/22 gelang dann noch einmal ein zweiter Platz in der zweiten Liga, womit man in der folgenden Spielzeit nun wieder in der höchsten Liga des Landes spielt.

## Stadion
Der Verein trägt seine Heimspiele im Prince Abdullah bin Jalawi Stadium aus.

## Erfolge
- Saudi First Division League
  - 2. Platz: 2021/22
- Saudi Second Division League
  - Sieger: 2008/09, 2015/16